# Muricea pendula
Muricea pendula är en korallart som beskrevs av Addison Emery Verrill 1864. Muricea pendula ingår i släktet Muricea och familjen Plexauridae. Inga underarter finns listade i Catalogue of Life.